# フォトリソグラフィ

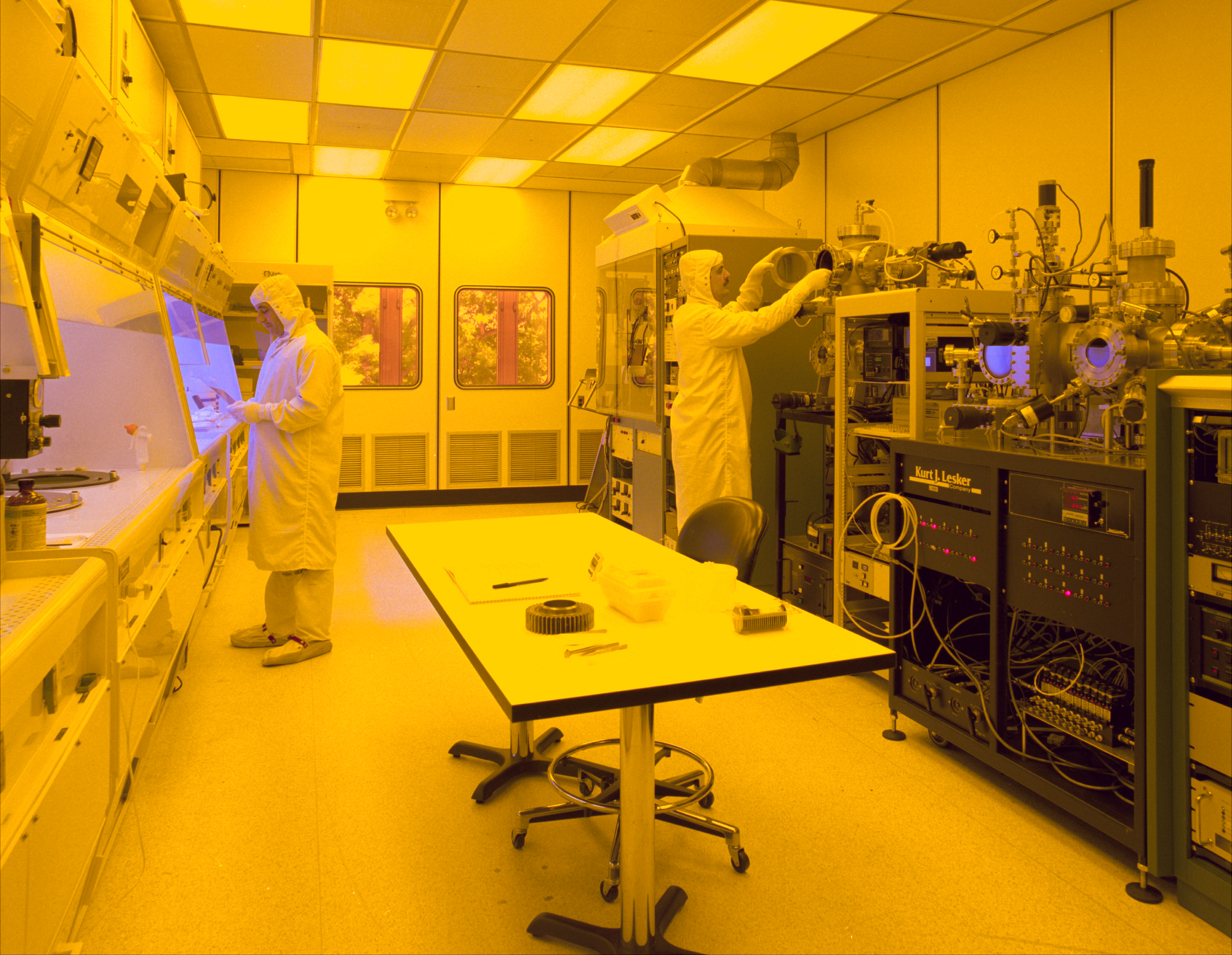
半導体素子製造におけるフォトリソグラフィ。レジストの感光を防ぐ為に波長の長い黄色い照明を使用し、クリーンルーム内で行われる。

フォトリソグラフィ（英語: photolithography）は、感光性の物質を塗布した物質の表面を、パターン状に露光（パターン露光、像様露光などともいう）することで、露光された部分と露光されていない部分からなるパターンを生成する技術。主に、集積回路、プリント基板、印刷版、液晶ディスプレイパネル、プラズマディスプレイパネルなどの製造に用いられる。

## 半導体素子の製造
集積回路の製造においてフォトリソグラフィは次のように行われる。シリコン、ヒ化ガリウム等の半導体ウェハー上にフォトレジストと呼ばれる感光性有機物質を塗布し、ステッパーと呼ばれる露光装置を用いて、レチクルと呼ばれるフォトマスクに描かれた素子・回路のパターンを焼き付ける。以下、工程をさらに詳しく説明する。

### コート

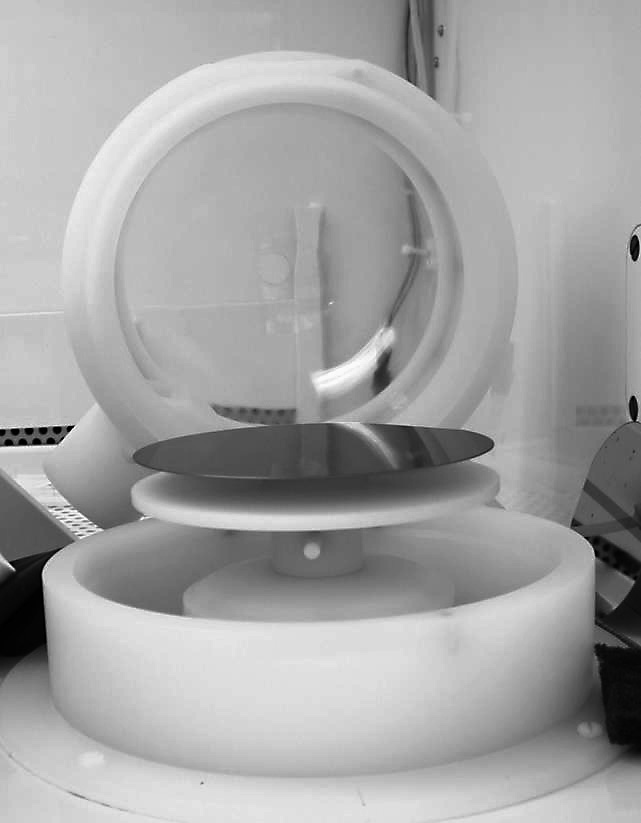
ウェハーにレジストを塗布するためのスピンコーター。

シリコンウェハー上に、レジストと呼ばれる液体を、スピンコーターや吹きつけによって塗布する。レジストは光によって反応する化学物質を溶媒に溶かしたもので、感光した部分が溶解する「ポジ型」と、感光した部分が残る「ネガ型」がある。パターンの微細化にはポジ型が有利とされ、現在ではポジ型が主流である。また、KrFなどのエキシマレーザーを用いた露光の場合、露光強度が弱いため、化学増幅型フォトレジストが使用される。

### プリベーク
レジストを塗布したウェハーを加熱し、レジストを固化する。

### 露光
レジストに光を照射して反応させる。このとき、回路図の形状を描いたマスクを用い、光を照射する部分を制御することで必要な形状をレジスト上に描く。露光装置はかつてはマスクとウェハーを密着させ露光する等倍露光であったが、要求されるパターンが微細になるとともにマスクの作成が困難になってきたため、近年では実寸よりも大きく作成したマスクパターンをステッパーと呼ばれる装置を用いてウェハー上を移動させながら縮小投影露光する手法に変わってきた。パターンが微細化するほど短波長の光源が必要であり、現在は高圧水銀灯のg線（波長 436nm）、i線（波長 365nm）、KrFエキシマレーザー（波長 248nm）、ArFエキシマレーザー（波長 193nm）などが主流で、次世代の光源としてEUV光(波長 13.5nm:EUVリソグラフィ)が開発段階にある。またX線を光源に用いたり、電子線で直接レジスト上に描画する方法（電子線リソグラフィ）も存在する。

### 現像・リンス
露光したウェハーを現像液に浸し、余分な部分のレジストを除去する。この過程ではじめて回路図のパターンがウェハー上に現れる。現像液はレジストを溶解する薬液が使用される。用いられる薬液には、レジストを溶解する有機溶剤の場合と、有機または無機アルカリの場合がある。現在の半導体用フォトリソグラフィでは、有機アルカリである水酸化テトラメチルアンモニウム (TMAH: tetra-methyl-ammonium-hydroxyde）の2.38 wt%水溶液が主流となっている。これは、水酸化カリウム(KOH)などの無機アルカリでは金属イオンの工程への混入を避けられないためである。リンス液（主に超純水）で数回すすぎ、不要部分を完全に除去する。

### ポストベーク
付着したリンス液を加熱によって除去する。加熱により、ウェハーとの密着性が良くなる。

### パターン成形
レジストで描かれたパターンを利用して、目的とする回路などを作成する。ウェハーに用いたものによって工程が異なり、不要な部分を除去したい場合はエッチングを、必要な回路を追加したい場合は成膜・リフトオフの工程となる。

#### エッチング
ウェハーに単に凹凸を付けたい場合、あるいは元々ウェハー上にパターンが作成されていた場合などは、エッチングによって不要な部分を除去する。ドライエッチングとウェットエッチングが存在する。レジストの残っている部分はエッチングによって除去されないため、残したいパターンがウェハー上に形成される。最後に溶剤などによってレジストを完全に除去する。

#### 成膜・リフトオフ
ウェハー上に別の金属や酸化物などを付けたい場合は、真空蒸着やスパッタリング、CVDなどの手法によって成膜する。最後に溶剤などでレジストを除去する際に、レジスト上に成膜された材料も同時に除去される（リフトオフという）ため、ウェハー上に好みのパターンを追加することができる。

## 露光系における分解能
縮小露光系において分解能は、使用する光源の波長に依存する。縮小レンズの性能によってマスクの回折限界まで露光できるかが決まる。波長248～193nmの深紫外線を使用した場合は50nmの線幅まで露光できる。
露光系の最小線幅は以下の式で求まる:
{\displaystyle F=k\cdot {\frac {\lambda }{N_{A}}}}
ここで、各々の定数や変数の定義は以下のとおりである：
- {\displaystyle \,F} は最小線幅（一般に目標デザインルールと呼ばれる）。通常は2を掛ける 2 ハーフピッチにおける回数
- {\displaystyle \,k} （一般に k1 ファクターと呼ばれる）は、プロセスに関連するファクターをあらわす係数（通常は 0.5 で近似される）
- {\displaystyle \,\lambda } は光源の波長
- {\displaystyle \,N_{A}} はウェハーに対する開口率

最小線幅は波長に依存すると同時に開口率にも依存する。開口率が大きくなるとレンズは大きくなり、ウェハーに接近する。これらの要素は互いに牽制する。現在では以下のようになる:
{\displaystyle D_{F}=0.6\cdot {\frac {\lambda }{{N_{A}}^{2}}}}
被写界深度はフォトレジストの断面の厚みに影響される。高分解能を得る為の前提として、化学的研磨によってウェハーの表面を平坦に磨き平面度を高める必要がある。

## 印刷版の製造
感光性の物質を塗布した基板をパターン露光し、現像して不要な部分を除去することで、フレキソ版、平版、水なし平版などの印刷版原版を作成することができる。版面を編集するコンピュータと露光装置を接続し、直接印刷版原版を作成することを、コンピューター・トゥ・プレート(computer to plate、CTP)という。また、平版印刷版の作成に用いられる、あらかじめ感光性物質を塗布したアルミ板を、PS版(pre-sensitised plate)という。写真や絵など原稿から、あるいは電子媒体からの製版工程が容易であるためPS版は広く普及している。
　

## 名前の由来
フォトリソグラフィ（photolithography）は、写真（photo）技術を用いて、基板に（絵や文字を含む）画像パターンを刻み込む技法（lithography）という意味である。「リソ（litho）」は石の意であり、石板に絵を刻み込んで平板印刷の刷版とする石版画（lithograph）と同一の概念であるが、石版画は画家が石板に直接描くペンキをマスクとして、非描画部の基板表面を酸処理し、親水化するのに対して、フォトリソグラフィでは、フォトレジストの現像で残った部分をマスクとして基板表面を酸処理する点が異なる。また印刷分野では、フォトリソグラフィにより刷版を作ることが印刷前の最終工程であるが、半導体分野では、膨大な数の工程ごとに使われる一つの（但し重要な）技術に過ぎない。
尚、日本では石版画を意味する"lithograph"は「リトグラフ」と読み、半導体分野での"lithography"は「リソグラフィ」と読むのが一般的である。かつてはフォトレジストをコダック社1社で供給していたため、KPR（Kodak photo resist）工程と呼ばれたり、PEP（photo engraving process）とも呼ばれたりした。
フォトリソグラフィやPEP技術は、日本語では「写真蝕刻」技術と訳される。印刷分野では写真などの画像を印刷するためにも用いられるため違和感が無いが、フォトマスクに写真画像を用いない半導体分野では違和感が大きいため、「光蝕刻」技術、「光リソグラフィ」と訳されることが多い。
尚、印刷分野では、写真を印刷するための技術だから「写真製版」技術だと勘違いされがちであるが、正しくは『写真技術を用いて製版する（刷版を作る）』ための技術であるから「写真製版」であり、これは「写真植字」（略称：「写植」）技術に由来する。この技術は1851年にフランス人科学者・エンジニアのAlphonse Louis Poitevinに開発され、現在に至る。